# Carl Wittrock
Carl Wittrock (Goor, 1966) is een eigentijdse Nederlands componist, dirigent, muziekpedagoog, violist, klarinettist en muziekdocent op Twickel Hengelo

## Levensloop
Wittrock kreeg op de muziekschool te Goor lessen voor viool en klarinet. Hij studeerde schoolmuziek en orkestdirectie aan het ArtEZ Conservatorium te Enschede. Zijn directiestudies voltooide hij in verschillende nationale en internationale dirigentencursussen.
Vanaf 1984 is hij dirigent van diverse orkesten en docent muziek aan de gemeenschapsschool Twickel te Hengelo.
Als componist werkt hij sinds 1985, waarbij hij vooral voor harmonie- en fanfareorkesten schrijft.
Hij is op 28 juni 2014 benoemd tot Ridder in de Orde van Oranje-Nassau.

## Composities

### Werken voor harmonie- en fanfareorkest en brassband
- 1989 Antarctica, voor harmonie- of fanfareorkest of brassband
- 2000 Spanish Dance, voor altsaxofoon (of althobo) en harmonieorkest
- 2000 The Tournament, voor harmonie- of fanfareorkest
- 2001 Fanfare for the sun, voor harmonieorkest
- 2001 Lord Tullamore, voor harmonie- of fanfareorkest of brassband[1]
- 2001 The African Connection, voor harmonie- of fanfareorkest of brassband
- 2002 Fanfare for a festival, voor harmonie- of fanfareorkest
- 2002 The Legend of Flatheadlake, voor harmonieorkest
- 2002 Tignale, voor harmonieorkest
- 2004 Froonackers Pride, voor harmonie- of fanfareorkest[2]
- 2004 Symfonic Sketches, voor klarinet en basklarinet en harmonieorkest
- 2004 The Power of the Megatsunami, voor harmonie- of fanfareorkest of brassband
- 2005 La Scala, voor brassband
- 2005 Oxygen, voor fanfareorkest
- 2006 Dancing Ebony, voor klarinet en harmonieorkest
- 2006 The Road to the West, voor harmonie- of fanfareorkest of brassband
- 2006 Trimbeka, voor harmonie- of fanfareorkest
- 2006 Windkracht 6, voor harmonieorkest
- 2007 De achtse Dei, voor fanfareorkest
- 2007 Fjoer en Fidúsje, voor fanfareorkest
- 10 past Q, voor harmonieorkest
- 2008 Tutti Advendo, voor harmonieorkest, jeugdorkest, drumband en blokfluit. Tevens bewerking voor brassband en fanfare beschikbaar
- 2010 La Viuda Negra, verplicht werk voor de 4e divisie van de Nederlandse Brassband Kampioenschappen 2010
- 2014 Van Oranje voor harmonie-, fanfare of symfonieorkest
- 2017 The Journey of the Half Moon voor het New York International Music Festival
- 2018 Pas de Deux voor harmonie en symphonie-orkesten i.s.m. het Orkest van het Oosten
- 2018 San José voor het Chicago International Music Festival
- 2019 Concertino voor solo trompet en symfonieorkest
- 2019 Corpus Callosum voor harmonieorkest[3]
- 2020 Overture voor het New York Wind Band Festival 2020[4]
- 2021 Lady Tullamore voor harmonieorkest
- 2021 Pop Suite
- 2022 The Power of Youth voor fanfareorkest, in opdracht ter ere van het 25-jarig bestaan van het Frysk Jeugd Fanfare Orkest
- 2023 A Short Overture About a Long Journey in opdracht gecomponeerd ter ere van het 25-jarig jubileum van Joop Boerstoel als chef-dirigent van het Symfonisch Blaasorkest Gaanderen
- 2023 Sleigh Ride voor symfonieorkest en twee solo celli
- 2024 Behind the Moon voor symfonieorkest, in opdracht van het New York International Music Festival 2024[5]

### Werken voor zang en harmonieorkest
- Rock a Rhythm

### Werken voor koor
- 2023 A Friendly Old Lady voor het New York “Sounds of Spring” Festival 2023[6]

### Musical
- Star, kerstmusical voor sopraan, alt, tenor, jongenssopraan en koor.